# Echipa națională de rugby a statului Chile
Echipa națională de rugby a statului Chile reprezintă Chile în meciurile internaționale de rugby. Supranumită Los Cóndores (Condorii în română), echipa joacă în tricouri roșii și albe. În prezent, se află pe locul 22 în clasamentul World Rugby Rankings, ceea ce îi face să fie a treia națiune din America de Sud.